# Atletica leggera agli XI Giochi panafricani - 10000 metri piani maschili
La specialità dei 10000 metri piani maschili agli XI Giochi panafricani si è svolta il 17 settembre 2015 allo Stade Municipal de Kintélé di Brazzaville, nella Repubblica del Congo.

## Podio
| Oro     | Tebalu Zawude Etiopia  |
| Argento | Leonard Barsoton Kenya |
| Bronzo  | Adugna Takele Etiopia  |

## Risultati
| Class   | Nome                | Nazione        | Tempo    | Note |
| ------- | ------------------- | -------------- | -------- | ---- |
| Oro     | Tebalu Zawude       | Etiopia        | 27:27.19 |      |
| Argento | Leonard Barsoton    | Kenya          | 27:27.55 |      |
| Bronzo  | Adugna Takele       | Etiopia        | 27:28.40 |      |
| 4       | Vincent Kipsegechi  | Kenya          | 27:40.08 |      |
| 5       | Geoffrey Kirui      | Kenya          | 28:09.65 |      |
| 6       | Afewerki Berhane    | Eritrea        | 28:17.87 |      |
| 7       | Mule Wasihun        | Etiopia        | 28:23.87 |      |
| 8       | Tsegay Tuemay       | Eritrea        | 28:24.30 |      |
| 9       | Félicien Muhitira   | Ruanda         | 29:00.23 |      |
| 10      | Olivier Irabaruta   | Burundi        | 29:17.18 |      |
| 11      | Eric Sebahire       | Ruanda         | 29:24.68 |      |
| 12      | Hatusi Mthimchulu   | Lesotho        | 31:08.88 |      |
| 13      | Osman Charlley      | Sierra Leone   | 33:15.21 |      |
| dnf     | Rony Ampion         | Rep. del Congo | dnf      |      |
| dnf     | Kabelo Lesica       | Lesotho        | dnf      |      |
| dns     | Thiery Ndikumwenayo | Burundi        | dns      |      |
| dns     | Stuart Banda        | Malawi         | dns      |      |